# Giovanna d'Évreux
Giovanna d'Évreux (in francese Jeanne d'Évreux, in inglese Jeanne d'Évreux e in spagnolo Juana de Evreux; maggio 1310 – Brie-Comte-Robert, 4 marzo 1371), regina consorte di Francia e regina consorte di Navarra per circa tre anni (1324-1328).

## Biografia
Figlia ultimogenita (quinta) del conte di Evreux, Luigi (figlio del re di Francia, Filippo III, fratellastro di Filippo IV il Bello e zio di Carlo IV il Bello) e di Margherita d'Artois (discendente da Roberto I d'Artois, fratello del Re di Francia Luigi IX il Santo). Era sorella del futuro re di Navarra, Filippo.
Giovanna, pur essendo cugina prima del re di Francia, Carlo IV il Bello, ne divenne la terza moglie, avendo ottenuto dal papa francese, Giovanni XXII, la dispensa ecclesiastica, necessaria per il matrimonio.
Il 5 luglio del 1324, Giovanna sposò il cugino, il re di Francia, Carlo IV il Bello e l'11 di maggio del 1326 fu incoronata regina di Francia nella Sainte-Chapelle, cappella gotica situata nell'Île de la Cité nel cuore di Parigi.
Il 1º febbraio del 1328, Giovanna rimase vedova, incinta di circa sette mesi (aveva già partorito due bambine).
Come nel 1316 fu deciso di mettere un reggente temporaneo in attesa del lieto evento e nel caso fosse stato maschio il neonato sarebbe stato eletto re.

Statua di Giovanna d'Évreux e Carlo IV di Francia al Museo del Louvre.

Fu nominato reggente un cugino del re, Filippo di Valois, e non il parente maschio più prossimo, il re d'Inghilterra, Edoardo III, che era cugino primo in quanto figlio della sorella, Isabella di Francia.
Il 1º aprile del 1328, Giovanna diede alla luce una bambina, chiamata Bianca, interrompendo così la discendenza diretta, per linea maschile, dei capetingi; applicando per la terza volta in dodici anni la legge salica, il reggente, un Valois fu incoronato re col nome di Filippo VI, ed Edoardo III fece atto di vassallaggio.
Nello stesso 1328, il 9 ottobre, nel castello di Conflans, suo fratello Filippo, conte di Évreux, sposò sua cugina, la figlia di Luigi X l'Attaccabrighe, Giovanna, alla quale, nel frattempo, erano stati riconosciuti i suoi diritti sulla corona di Navarra e quindi regina di Navarra come Giovanna II (in cambio, dovette rinunciare ai suoi diritti sulla corona di Francia).
Durante il conflitto che oppose il nipote, il re di Navarra, Carlo II il Malvagio al re di Francia, Giovanni II il Buono, Giovanna cercò di fare da paciera e fu presente alla firma dell'effimera pace, (Trattato di Mantes).
A Giovanna fu concessa la signoria della città di Brie-Comte-Robert, nel cui castello morì il 4 marzo del 1371.
Giovanna fu sepolta, accanto al marito, nella Basilica di Saint-Denis. Giovanna d'Évreux fu uno dei primi personaggi storici a far scolpire, ancora in vita, la propria statua mortuaria, che è oggi sul suo sepolcro a Saint-Denis.

## Giovanna e l'arte
A Giovanna appartennero alcune opere di grande valore artistico, come:
- il Libro delle ore di Giovanna d'Évreux, un libro di preghiere, secondo le ore canoniche, illustrato con miniature di pregio del miniatore Jean Pucelle, regalatole molto probabilmente dal marito Carlo IV, che oggi si trova nei Chiostri (The Cloisters) del Metropolitan Museum of Art di New York.
- diversi oggetti preziosi, da lei regalati, nel 1339, all'abbazia di Saint-Denis:
  - due statue della Vergine,
    - una d'argento dorato, detta la Vergine di giovanna d'Évreux, opera dei grandi orefici parigini dell'inizio del XIV secolo
    - l'altra Vergine, sempre in argento dorato, invece è uno dei primi esempi di statua (alta 69 cm.) di Madonna col Bambino

  - una cassa detta della Sainte-Chapelle
  - una statua d'oro di san Giovanni
  - una corona reale.

## Figli
Giovanna a Carlo diede tre figlie:
- Giovanna di Francia (luglio 1325 - 16 gennaio 1327)
- Maria di Francia (ottobre 1326 - 6 ottobre 1341)
- Bianca di Francia (1º aprile 1328 - 8 febbraio 1393), contessa di Beaumont, sposò nel 1345 Filippo Valois d'Orleans, figlio del re di Francia Filippo VI.

## Ascendenza
|                        |                     |                         | Genitori                           |  |  | Nonni |  |  | Bisnonni            |  |  | Trisnonni             |  |
|                        |                     |                         |                                    |  |  |       |  |  | Luigi IX di Francia |  |  | Luigi VIII di Francia |  |
|                        |                     |                         |                                    |  |  |       |  |  | Luigi IX di Francia |  |  | Luigi VIII di Francia |  |
|                        |                     | Bianca di Castiglia     |                                    |  |  |       |  |  | Luigi IX di Francia |  |  |                       |  |
| Filippo III di Francia |                     |                         |                                    |  |  |       |  |  | Luigi IX di Francia |  |  |                       |  |
|                        |                     | Margherita di Provenza  | Raimondo Berengario IV di Provenza |  |  |       |  |  |                     |  |  |                       |  |
|                        |                     | Margherita di Provenza  | Raimondo Berengario IV di Provenza |  |  |       |  |  |                     |  |  |                       |  |
|                        |                     | Margherita di Provenza  | Beatrice di Savoia                 |  |  |       |  |  |                     |  |  |                       |  |
| Luigi d'Évreux         |                     | Margherita di Provenza  |                                    |  |  |       |  |  |                     |  |  |                       |  |
|                        |                     | Enrico III di Brabante  | Enrico II di Brabante              |  |  |       |  |  |                     |  |  |                       |  |
|                        |                     | Enrico III di Brabante  | Enrico II di Brabante              |  |  |       |  |  |                     |  |  |                       |  |
|                        |                     | Enrico III di Brabante  | Maria di Svevia                    |  |  |       |  |  |                     |  |  |                       |  |
| Maria di Brabante      |                     | Enrico III di Brabante  |                                    |  |  |       |  |  |                     |  |  |                       |  |
|                        |                     | Alice di Borgogna       | Ugo IV di Borgogna                 |  |  |       |  |  |                     |  |  |                       |  |
|                        |                     | Alice di Borgogna       | Ugo IV di Borgogna                 |  |  |       |  |  |                     |  |  |                       |  |
|                        |                     | Alice di Borgogna       | Iolanda di Dreux                   |  |  |       |  |  |                     |  |  |                       |  |
| Giovanna d'Évreux      |                     | Alice di Borgogna       |                                    |  |  |       |  |  |                     |  |  |                       |  |
|                        | Roberto II d'Artois | Roberto I d'Artois      |                                    |  |  |       |  |  |                     |  |  |                       |  |
|                        | Roberto II d'Artois | Roberto I d'Artois      |                                    |  |  |       |  |  |                     |  |  |                       |  |
|                        | Roberto II d'Artois | Matilde di Brabante     |                                    |  |  |       |  |  |                     |  |  |                       |  |
| Filippo d'Artois       | Roberto II d'Artois |                         |                                    |  |  |       |  |  |                     |  |  |                       |  |
|                        |                     | Amicie de Courtenay     | Pierre de Courtenay                |  |  |       |  |  |                     |  |  |                       |  |
|                        |                     | Amicie de Courtenay     | Pierre de Courtenay                |  |  |       |  |  |                     |  |  |                       |  |
|                        |                     | Amicie de Courtenay     | Perrenelle de Joigny               |  |  |       |  |  |                     |  |  |                       |  |
| Margherita d'Artois    |                     | Amicie de Courtenay     |                                    |  |  |       |  |  |                     |  |  |                       |  |
|                        |                     | Giovanni II di Bretagna | Giovanni I di Bretagna             |  |  |       |  |  |                     |  |  |                       |  |
|                        |                     | Giovanni II di Bretagna | Giovanni I di Bretagna             |  |  |       |  |  |                     |  |  |                       |  |
|                        |                     | Giovanni II di Bretagna | Bianca di Navarra                  |  |  |       |  |  |                     |  |  |                       |  |
| Bianca di Bretagna     |                     | Giovanni II di Bretagna |                                    |  |  |       |  |  |                     |  |  |                       |  |
|                        |                     | Beatrice d'Inghilterra  | Enrico III d'Inghilterra           |  |  |       |  |  |                     |  |  |                       |  |
|                        |                     | Beatrice d'Inghilterra  | Enrico III d'Inghilterra           |  |  |       |  |  |                     |  |  |                       |  |
|                        |                     | Beatrice d'Inghilterra  | Eleonora di Provenza               |  |  |       |  |  |                     |  |  |                       |  |
|                        |                     | Beatrice d'Inghilterra  |                                    |  |  |       |  |  |                     |  |  |                       |  |